# Nusajati
Nusajati is een bestuurslaag in het regentschap Cilacap van de provincie Midden-Java, Indonesië. Nusajati telt 4175 inwoners (volkstelling 2010).